# Warangan
Warangan is een bestuurslaag in het regentschap Wonosobo van de provincie Midden-Java, Indonesië. Warangan telt 1746 inwoners (volkstelling 2010).